# Euophrys astuta
Euophrys astuta là một loài nhện trong họ Salticidae.
Loài này thuộc chi Euophrys. Euophrys astuta được Eugène Simon miêu tả năm 1871.